# Bitwa o Chorramszahr (1982)
Bitwa o Chorramszahr (II bitwa o Chorramszahr), również ofensywa „Święte Miasto” (pers. Beit al-Mukaddas) tudzież Operacja „Jerozolima” – bitwa między wojskami Islamskiej Republiki Iranu a siłami Republiki Iraku podczas wojny iracko-irańskiej trwająca od 22 do 24 maja 1982 roku o miasto Chorramszahr. Batalia zakończyła się zwycięstwem Iranu i wzięciem 25 tys. jeńców irackich.
22 września 1980 rozpoczęła się agresja Iraku na Iran. Początkowa utrata Chorramszahr (listopad 1980), ważnego portu oraz rafinerii ropy naftowej, była dla Iranu poważnym ciosem. Jego odbicie w 1982 roku okazało się punktem zwrotnym wojny i argumentem za utrzymaniem rewolucji islamskiej.

## Historia

### Podłoże
30 kwietnia 1982 roku rozpoczęła się irańska ofensywa „Święte Miasto” zakładająca odbicie Chorramszahr i wyparcie Irakijczyków z całego Chuzestanu. Do ofensywy Iran przygotował dwanaście dywizji rozlokowanych od Musijanu do Abadanu. Ściągnięto także bataliony stacjonujące dotychczas na granicy sowieckiej, afgańskiej oraz pakistańskiej. Ogółem zgromadzono 200 000 żołnierzy, 1000 czołgów, 600 dział oraz 100 śmigłowców. Piętą achillesową Irańczyków były problemy logistyczne oraz pokaźne braki w amunicji i części zamiennych. Przed ofensywą Teheran otrzymał pokaźne wsparcie od RFN, Syrii, Libii i Pakistanu w postaci sprzętu medycznego i części zamiennych.
Naprzeciw dwunastu dywizji irańskich Irak zgromadził pięć dywizji oraz dziesięć samodzielnych brygad – razem ok. 65 000 żołnierzy, 500 czołgów oraz tle samo dział. Połowę z sił rozlokowano w okolicach Chorramszahr, a resztę między Amarą, a  Hamidem. Irackie Siły Powietrzne, w przeciwieństwie do irańskich, były gotowe zapewnić wsparcie powietrzne żołnierzom.

### Przebieg

#### Ofensywa „Święte Miasto”
O świcie 30 kwietnia 1982 roku irańscy spadochroniarze wylądowali za liniami Irakijczyków za rzeką Karun, zaś saperzy rozpoczęli budowę mostów pontonowych. W międzyczasie 88 Dywizja Pancerna sforsowała rzekę i zmierzała w kierunku Hoseiniji. Systematycznie poruszały się dywizje zmechanizowane 21. i 40. zmierzała na Hamid, 77. na Huwajze i 84. na Fakkeh. Z czasem 88 Dywizja Pancerna zajęła Hoseiniji, tym samym zmuszając oponenta do cofnięcia się na Chorramszahr. 12 maja dywizja irańska stanęła na przedmieściach miasta. Irakijczycy znaleźli się w sytuacji kryzysowej, ponieważ miasto mogło zostać zajęte z marszu, jednakże Iran wstrzymał ofensywę z powodu podciągnięcia jednostek Pasdaranów (Korpus Strażników Rewolucji Islamskiej). Była to decyzja czysto polityczna, niezakładająca żadnych celów militarnych.

#### II Bitwa o Chorramszahr
20 maja Irańczycy przeprowadzili pierwsze szturmy na tzw. Mur Perski – fortyfikacje strzeżące przedmieścia okupowanego miasta. Do 22 maja ataki irańskie odcięły irackie linie komunikacyjne z miastem. Na centrum frontu zmasowane nocne szturmy piechoty – głównie Pasdaranów wspieranych przez myśliwce i śmigłowce – oraz uderzenia pancerne przełamały 22 maja Mur Perski, tym samym Irańczycy wdarli się do okrążonego miasta. W mieście Irakijczycy zajęli silne pozycje obronne, jednakże po dwóch walk dzielnej walki zostali przytłoczeni. Walki miejskie zakończyły się po dwóch dniach walki – 24 maja 1982 roku.

## Skutki
Odbicie Chorramszahr nosiło duże skutki strategiczne, Iran dotarł do granicy z Irakiem i zaczął fortyfikować się wzdłuż Szatt al-Arab, zagrażając Basrze. 28 maja przypuścił nawet atak na Ghasr-e Szirin i Sumer, ale nie zdołał przełamać twardej obrony Irakijczyków. Z ponad 10 360 km² terytorium Iranu zajętego przez Irak pozostało jedynie 520 km². Zdawało się, że Saddam Husajn poniesie całkowitą klęskę.

## Galeria

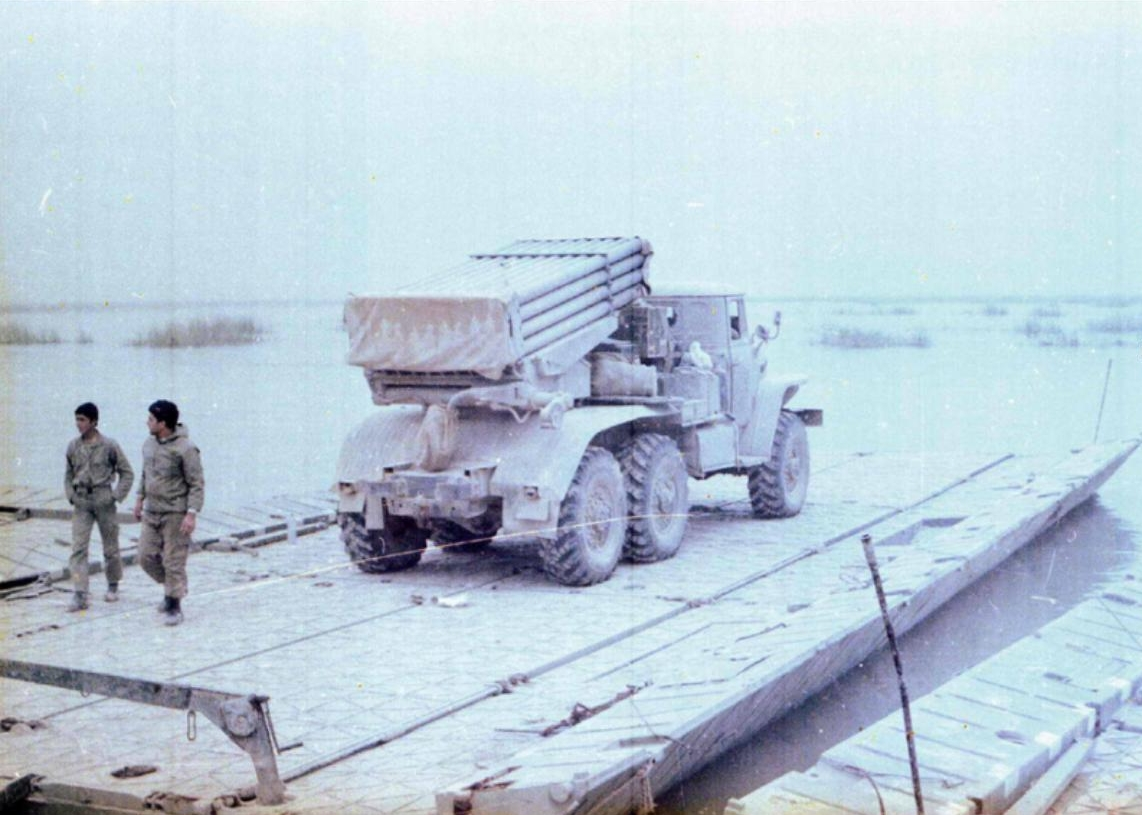
Irackie BM-21 na moście pontonowym
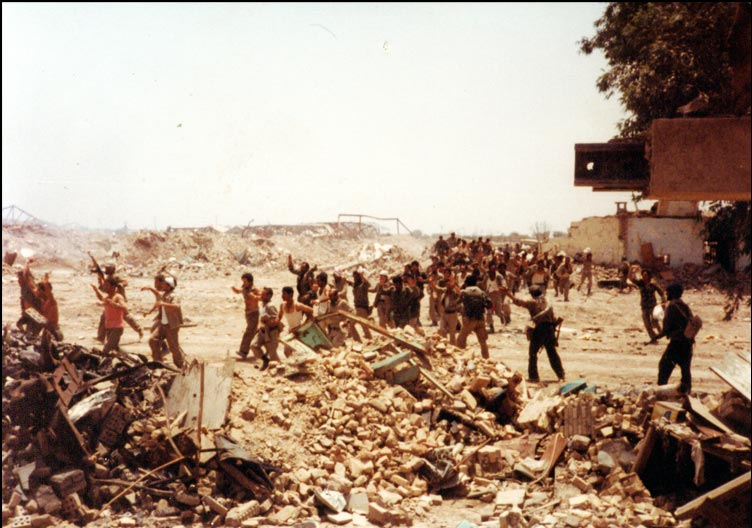
Jeńcy iraccy
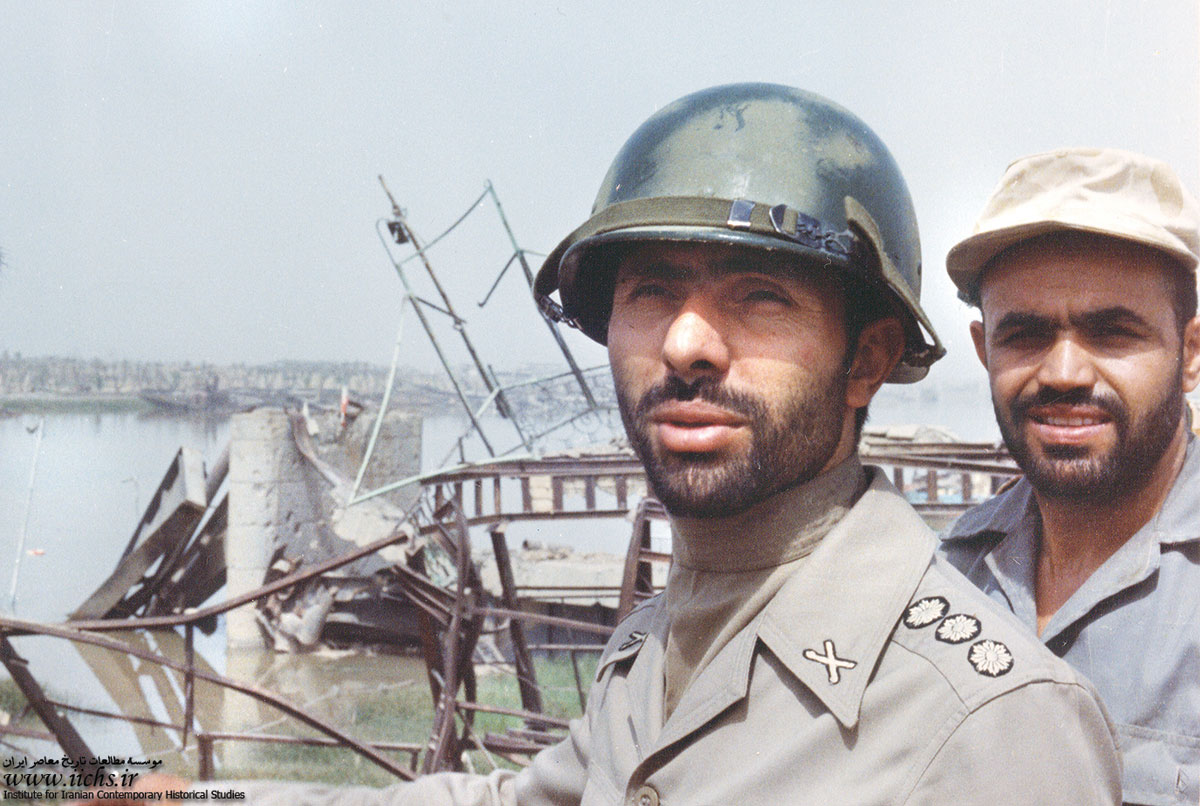
Po bitwie – Ali Sajjad Szirazi w Chorramszahr, maj 1982
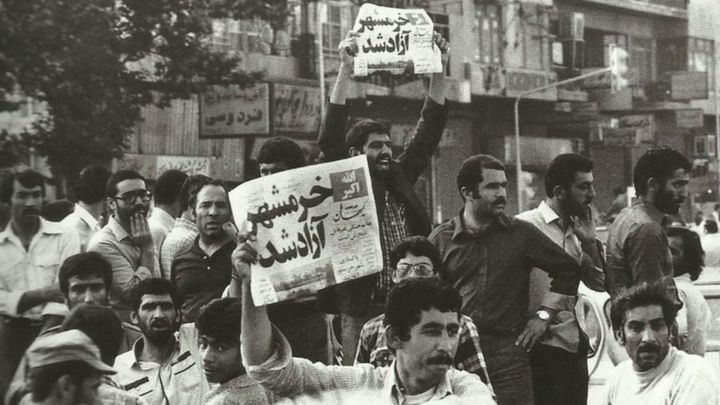
Po bitwie, Chorramszahr, maj 1982